# 氣球殘骸

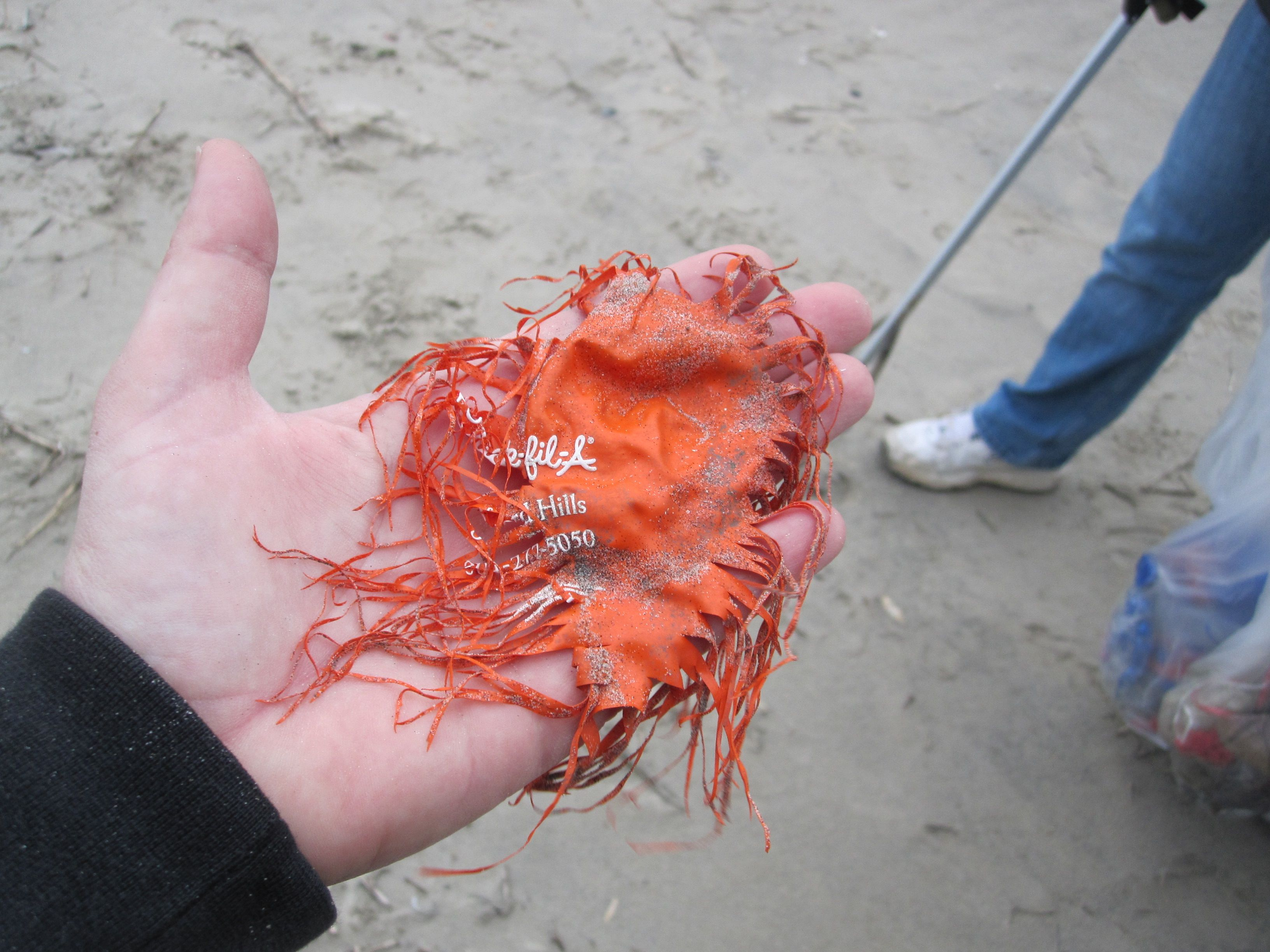
志願者在海灘清理的氣球殘骸

氣球殘骸（英語：Balloon litter）是指釋放、弄爆氣球之後，在周圍環境所留下的氣球碎片，未能即時處理的氣球殘骸可能被樹枝或電線等物體纏住，許多未妥善處理的氣球最終落入海洋和海岸，成為海洋廢棄物，造成嚴重的環境破壞。
美國國家海洋和大氣管理局曾經指出，野生動物可能將殘留的氣球碎片誤認為是食物，食用而導致營養流失、內傷、飢餓和死亡，環保志工經常發現被氣球系繩纏繞，從而導致受傷、疾病和窒息的野生動物。

## 環境保護

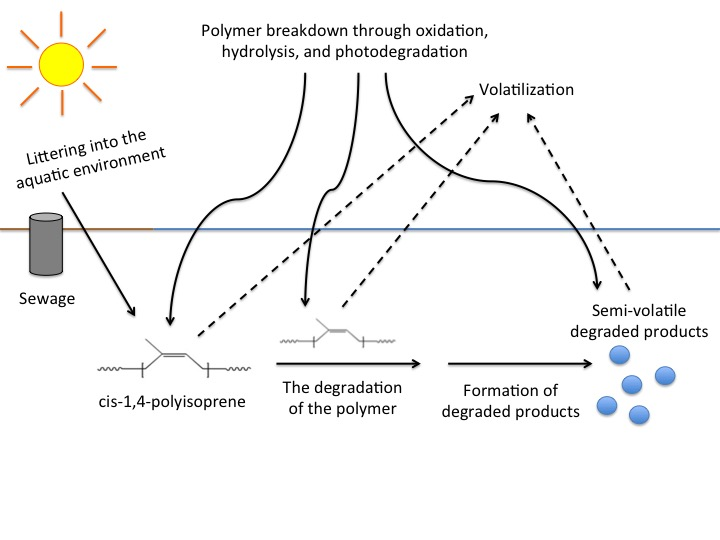
乳胶聚合物在水生环境中降解的说明

金属涂装的尼龙气球存在一些环境问题，因为它们不像橡胶气球那样，可以生物降解或破碎为细粒，这种类型的气球释放到大气中会对环境有害；同时，在其表面的铝膜能够导电，可能缠绕在电线上并导致停电。
释放在空中的气球可以降落在任何地方，包括自然保护区或其他野生动物可能通过的区域，误食或被气球缠绕会对动物造成致命的危害。由于对野生动物的潜在危害，以及垃圾对环境的影响，一些司法管辖区甚至立法控制释放大量气球。美国马里兰州提出的一项法律以“Inky”为名，牠是一只吞下气球碎片的侏儒抹香鲸，并为此动过六次手术，其中最大的一块是聚酯薄膜气球。 然而，代表气球企业利益的贸易组织气球委员会声称，迄今为止，没有任何书面证据能够表明，有任何海洋哺乳动物的死亡，是由铝膜气球造成主要的死因。 在英国的主要地区，主题游乐公园和动物园出售的铝膜气球，都附有气球重块，以防止气球意外放飞到自然环境。

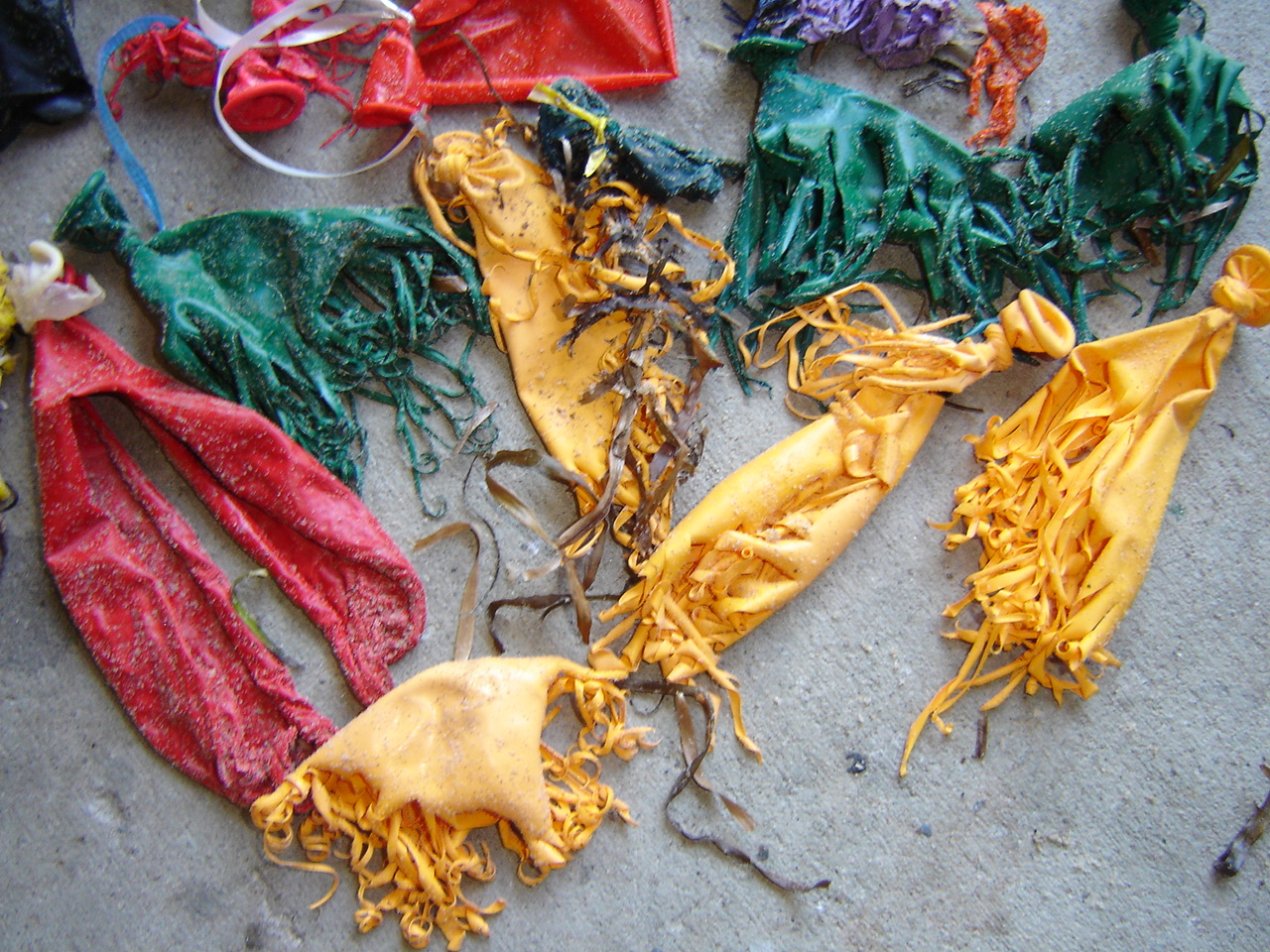
在海滩上清理的的气球残骸

乳胶气球是最常见的一种玩具气球，因为它们具有生物降解能力，当气球从空中掉落到地面时，就开始降解的过程。然而问题在于，聚合物在环境中的显着降解可能需要至少4周，而在水生环境中则需要大约6个月。 这个问题会对陆地和水生系统的野生动物产生影响，因为动物会将泄气的气球误认为是食物、筑巢材料或只是无害的东西。当这种情况发生时，它会对动物产生负面影响。例如，一只成鸟会使用泄气的气球，作为巢穴的组成部分，当幼鸟孵化出生时，可能会被气球缠住，从而导致死亡。
化学和生物分子教授安东尼·安德拉迪（Anthony Andrady）表示，释放到海中的乳胶气球会对海洋动物造成严重误食及缠绕危害，因为暴露在海水中的气球，比暴露在空气中的气球分解得更慢得多。 气球制造商通常会表示，乳胶气球释放到环境中是完全安全，因为它是由天然物质制成，并且会随着时间的推移而生物降解。但是，如果乳胶气球降落在海中，它可能需要长达一年的时间才能降解，在此期间，如果海洋动物误食气球，则有可能造成消化系统受阻，并因饥饿而缓慢死亡。

## 即時處理
作为英国气球和派对专业人士协会及气球行业的代表组织，全国气球艺术家和供应商协会（NABAS）发布了有关持有并释放气球的相关指南。 一些自律的气球制造商已经开始建议顾客，避免将气球释放在空中，以及更愿意用重物把气球系起来，以防止它们飘走。 这些建议也被一些在设计和娱乐领域，从事气球工作的行业专业人士采用。
一般在地上的氣球殘骸只用掃把收集，再集中丟棄即可。由可生物分解材料製造的氣球更為環保，因為它們最終會被分解，對環境造成的影響較小，不會造成其他的污染。所以即使人們弄爆大量氣球，只要妥善地處理氣球殘骸，就減少對環境造成重大的傷害。

## 兒童安全
气球的碎片容易被婴儿及孩童误食，造成窒息和消化道堵塞，嚴重情況可能致死，遇到幼童誤食的情況，應該採取哈姆立克急救法，讓卡在喉嚨的異物能順利取出，並且即時送醫救治。

## 外部連結
- 5 Small facts about balloon litter （页面存档备份，存于）, WUR
- Balloons Blow （页面存档备份，存于）